# Caluquembe
Caluquembe este un oraș în provincia Huíla, Angola.